# Cytherella latimarginata
Cytherella latimarginata is een mosselkreeftjessoort uit de familie van de Cytherellidae. De wetenschappelijke naam van de soort is voor het eerst geldig gepubliceerd in 1880 door Brady.